# The Epoch Times
The Epoch Times este un ziar internațional multilingv și a apărut sub formă de ziar în limba chineză în luna mai a anului 2000 d.C. Cu sediul central la New York, ziarul are birouri locale de știri și o rețea de reporteri locali în toată lumea. Este vândut sau distribuit gratuit în aproximativ 35 de țări de pe glob, având ediții în limba engleză, chineză și alte 9 limbi în ediții tipărite și 21 de limbi în varianta online. În anul 2020, ziarul New York Times a numit Epoch Times o "Mașină globală de dezinformare". Printre metodele de dezinformare se numără adopția de teorii conspiraționiste, fără a aduce dovezi într-un sens sau în altul, construcția de argumente ad-hoc false, citate neverificate sau scoase din context etc. Ziarul este considerat a fi de extrema dreaptă.

## Istorie
The Epoch Times a fost întemeiat în anul 2000 de un grup de practicanți ai practicii spirituale Falun Gong, printre care și John Tang împreună cu un grup de americani de origine chineză, ca răspuns la cenzura din China și nevoia societății internaționale de a înțelege evenimente importante precum represiunea minorităților religioase din China.
Ziarul a apărut la început în limba chineză în New York,  iar în august 2004 a fost lansată ediția în limba engleză a The Epoch Times în New York, Washington DC, Los Angeles, San Francisco și în alte câteva orașe. Apare de asemenea în San Diego, San Francisco, Boston, Dallas, New Jersey și Chicago, precum și în toate orașele mari din Canada, existând inclusiv versiunea în franceză la Montreal. Ziarul este asociat cu alte servicii media, inclusiv televiziunea "New Tang Dynasty TV" și stația radio "Sound of Hope".
Publicația prezintă frecvent articole despre cenzura din media și impactul pe care guvernul chinez îl are asupra entităților media în limba chineză din afara Chinei, câștigând o influență semnificativă în diaspora chineză .
În anul 2000, 10 corespondenți Epoch Times au fost închiși în China, iar echipa actuală a ediției în chineză a Epoch Times ("DaJiYuan") lucrează din Hong Kong 

## Distribuție
Din februarie 2012 există 67 de ediții Epoch Times tipărite pe tot globul , iar 1.315.000 de copii sunt distribuite în 35 de țări diferite. În cele 35 de țări, distribuția lor variază fiind zilnică, săptămânală, de două ori pe săptămână sau lunară.
Yuezhi Zhao, Profesor asistent în Comunicare la Universitatea "Simon Fraser" din Canada scria în 2003 că website-ul The Epoch Times și grupul de ziare The Epoch Times s-au "dezvoltat în unul dintre cele mai mari pagini de internet de știri și grup media în limba chineză din afara Chinei în ultimii doi ani, cu ediții locale în: mai mult de 30 de state americane, Canada, Australia, Noua Zeelandă, Japonia, Indonezia, Taiwan, Hong Kong și țări mari vest europene". Zece ani mai târziu, în 2013, DaJiYuan a devenit cel mai mare grup de ziare de limbă chineză independente din lume.
Pe lângă distribuția globală a edițiilor multilingve tipărite, Epoch Times are, în total, 40.425.000 de pagini vizionate pe lună pe internet, 6.123.000 de vizite lunare din care 3.952.000 sunt vizite unice.

## Data de lansare a distribuției și sumar
| Limbă      | Sumar |
| ---------- | --- |
| Engleză    | Ediția în limba engleză a ziarului "The Epoch Times" a început în septembrie 2003 ca website și a început să fie tipărit la New York, în august 2004. Acum este publicat în: Statele Unite ale Americii, Canada, Australia, Marea Britanie, Irlanda, Noua Zeelandă, Singapore și Malaezia.                                                                                                |
| Chineză    | Cea mai veche dintre editiile ziarului "The Epoch Times", ziarul chinez a fost în funcțiune din august 2000, când a fost lansat atât ca pagină de internet, cât și într-o ediție tipărită în New York. Epoch Times Chinez (Dajiyuan) este, acum, cel mai mare ziar de limbă mandarină din lume, care acoperă 35 de țări din America de Nord și cea de Sud, Europa, Australia și Asia.     |
| Franceză   | Ediția franceză a ziarului "The Epoch Times" a fost lansată ca o pagină de internet în ianuarie 2005, și a fost tipărită la scurt timp după. "La Grande Epoque" poate fi găsit acum în Franța, Canada (Montreal, din provincia Quebec) și Elveția. |
| Spaniolă   | Website-ul spaniol "La Gran Epoca" a fost lansat la începutul anului 2005. Circulația ziarului tipărit a început în Argentina cu o săptămână înainte de lansarea website-ului. |
| Germană    | Website-ul german "Epoch Times Deutschland" a fost lansat la sfârșitul anului 2004, aproximativ la momentulul la care a fost lansată ediția franceză. A fost tipărită în Germania și câteva țări vecine ca "Die Neue Epoche", iar acum are numai versiune online. |
| Rusă       | Ediția în limba rusă a ziarului "The Epoch Times" a început în decembrie 2004 ca pagină de internet, și mai târziu a început să fie tipărit în Sankt Petersburg. Ziarul rus este acum distribuit în toată Rusia. |
| ucraineană | Website-ul ucrainean "Велика Епоха" (sau The Epoch Times) a fost lansat în mai 2005. În martie 2006, ediția rusă a lansat website-ul ucrainean pentru ucrainenii care vorbesc limba rusă (www.EpochTimes.com.ua/ru/) |
| Bulgară    | Ediția bulgară a ziarului The Epoch Times și-a început activitatea la mijlocul lunii februarie 2005. A început cu o versiune bulgară a "Nouă Comentarii". |
| Română     | Ediția română a ziarului The Epoch Times și-a început activitatea în luna mai 2005. A început cu o versiune tipărită în limba română a "Nouă Comentarii". Website-ul Epoch Times - România a fost lansat la 5 ianuarie 2006, și din luna aprilie 2006 a văzut lumina tiparului. Ultima ediție tipărită a apărut în decembrie 2009. Acum, Epoch Times - România are numai prezență online. |
| Ebraică    | Ediția Ebraică a ziarului "The Epoch Times" și-a început activitatea în decembrie 2005. |
| Slovacă    | Ediția slovacă a ziarului "The Epoch Times" și-a început activitatea la 1 martie 2006 |
| Cehă       | Ediția cehă a ziarului "The Epoch Times" și-a început activitatea la 6 octombrie 2006 |
| Turcă      | Ediția turcă a ziarului "The Epoch Times" și-a început activitatea la 9 iunie 2011 |
| Portugheză | Ediția portugheză a ziarului "The Epoch Times" și-a început activitatea la 18 aprilie 2012. Echipa principală este bazată în Brazilia și are un birou în Portugalia. |
| Italiană   | Ediția italiană a ziarului "The Epoch Times" și-a început activitatea în decembrie 2012. |
| Persană    | Ediția persană a ziarului "The Epoch Times" și-a început activitatea la 12 ianuarie 2013. Această ediție se adresează celor care vorbesc persană din Iran, Afganistan, Tadjikistan, precum și în alte părți ale globului. |

## Edițiile tipărite
| Limbă       | Circulație              | Website                                                                              | Regiune/Distribuție                                 |
| Chineză     | 990,850 ziare/săptămănă | http://www.epochtimes.com/, http://www.epochtimes.com.tw/, http://hk.epochtimes.com/ | Asia, Canada, Europa, Oceania, America de Sud & SUA |
| Engleză     | 218,000 ziare/săptămănă | http://en.epochtimes.com/                                                            | Asia, Canada, Europa, Oceania, & SUA                |
| Franceză    | 17,500 ziare/săptămănă  | http://www.epochtimes.fr/                                                            | Canada & Europa                                     |
| Ebraică     | 7,500 ziare/săptămănă   | http://www.epochtimes.co.il/                                                         | Israel                                              |
| Indoneziană | 3,500 ziare/săptămănă   | http://erabaru.net/                                                                  | Indonezia                                           |
| Japoneză    | 7,500 ziare/săptămănă   | http://www.epochtimes.jp/                                                            | Japonia                                             |
| Coreeană    | 12,000 ziare/săptămănă  | http://www.epochtimes.co.kr/                                                         | Coreea                                              |
| Spaniolă    | 9,775 ziare/săptămănă   | http://www.lagranepoca.com/                                                          | Europa & America de Sud                             |

## Edițiile online
| Limbă      | Website                                                                       |
| Bulgară    | http://www.epochtimes-bg.com/                                                 |
| Germană    | http://www.epochtimes.de/                                                     |
| Italiană   | http://www.epochtimes.it/                                                     |
| Persană    | http://persian.epochtimes.com/ Arhivat în 29 august 2017, la Wayback Machine. |
| Portugheză | http://www.epochtimes.com.br/                                                 |
| Română     | http://www.epochtimes.ro/                                                     |
| Rusă       | http://www.epochtimes.ru//                                                    |
| Slovacă    | http://www.velkaepocha.sk/ Arhivat în 14 martie 2015, la Wayback Machine.     |
| Suedeză    | http://www.epochtimes.se/                                                     |
| Turcă      | http://epochtimestr.com/                                                      |
| Ucraineană | http://www.epochtimes.com.ua/                                                 |
|            |                                                                               |

## Ediția română
Epoch Times - România, publicația online în limba română a mediei internaționale multilingve The Epoch Times, și-a început activitatea în luna aprilie 2006 cu o versiune tipărită în limba română a "Nouă Comentarii". Website-ul Epoch Times - România a fost lansat la 5 ianuarie 2006, și din luna aprilie 2006 ziarul a văzut lumina tiparului. Ultima ediție tipărită a apărut în decembrie 2009 . Acum, Epoch Times - România apare numai pe internet și include secțiuni de știri locale, naționale și internaționale, despre știință, sănătate, automobile, artă și cultură, stil, și secțiuni speciale despre valorile și cultura tradiționale chineze.

## Ediția din New York
Ediția din New York are în mod normal 50 de pagini și e împărțită în 4 secțiuni. Secțiunea “A” este dedicată în principal evenimentelor curente, acoperind știri locale despre New York și zonele înconjurătoare, știri naționale și internaționale, incluzând câteva pagini dedicate subiectelor și politicii din China. Adițional paginilor de știri, secțiunea "A" include pagini de opinie, sport, știință & tehnologie, afaceri și imobiliare.
Secțiunea “B” prezintă în primul rând artă și cultură – acoperă formele de artă clasică, expoziții și evenimente care au loc atât global, cât și localizate în zona New York-ului. Secțiunea "B" mai include teme de stil și o pagină intitulată “Esența Chinei” dedicată culturii tradiționale chineze, poveștilor și formelor artistice.
Secțiunea “C” se axează pe sănătate și fitness prezentând tratamente ale științei moderne, ale științei alternative și tratamente din medicina chineză. Secțiunea “D” este dedicată artei culinare, concentrându-se pe gătit și pe restaurantele locale.

## Alte ediții în limba engleză
În afara New York-ului, celelalte ediții în limba engleză iau de obicei forma ziarelor cu 16-24 de pagini. Conținutul edițiilor de limbă engleză din afara New York-ului reprezintă oarecum versiunea condensată a ediției de New York, dar se concentrează pe evenimentele din regiunea respectivei ediții. De exemplu, ediția canadiană are articole despre Canada în fiecare secțiune, cu o secțiune de știri naționale alcătuită în întregime din știri canadiene.

## Ediția chineză
Conform publicației însăși, ediția chineză a ziarului Epoch Times ("Dajiyuan") este cel mai mare și mai larg distribuit ziar de limbă mandarină din lume, acoperind 35 de țări. Ediția tipărită are între 30 și 80 de pagini, depinzând de regiune și tipic include secțiuni de știri locale și naționale, despre China, din lume, despre știință, sănătate, automobile, imobiliare, artă și cultură, stil, cămin, hrană și secțiuni speciale despre valorile și cultura tradiționale chineze.
Conform Consiliului Canadian de Audit al Circulației, The Epoch Times este primul și singurul cotidian de limbă mandarină din Canada care a completat un audit de circulație.

## Acoperire notabilă
În timpul vizitei lui Hu Jintao în Canada în iunie 2010, Toronto Star nota că Epoch Times a publicat câteva relatări foarte critice cu ocazia vizitei lui Hu, cum ar fi acuzațiile la adresa ambasadei chineze locale care a orchestrat parada de întâmpinare precum și o presupusă înregistrare a unui discurs al ministrului educației Liu Shaohua în care Liu a declarat că ambasada ar fi oferit cazare și transport pentru peste 3.000 de participanți la paradă.
Entitățile media canadiene au relatat că oficiul de presă al parlamentului a efectuat aranjamente deliberate legate de aparițiile publice ale lui Hu, limitând accesul Epoch Times la președintele chinez, deși ziarul este membru acreditat al galeriei de presă al parlamentului canadian, cu aceleași drepturi de acces ca oricare altă media. Ziarul a publicat, de asemenea, un interviu în exclusivitate cu membrul parlamentului Rob Anders, în care Anders a afirmat că guvernul chinez a folosit cadouri și oportunități de afaceri în încercările de a influența deciziile politice ale Canadei.

## Atitudinea politică
The Epoch Times avea inițial ca public țintă cititorii de limbă chineză din afara Chinei și relata diversele abuzuri și intrigi ale Partidului Comunist chinez (PCC). Articolele ziarului despre China sunt extrem de critice la adresa guvernului Republicii Populare Chineze, mai ales în tonul comentariilor despre partidul comunist. Ziarul este unic prin acordarea atenției semnificative campaniilor Falun Gong, mai ales în încercarea de a da în judecată pe fostul președinte Jiang Zemin sub legislația civilă de genocid, neacoperită de multe publicații mari. Precum e raportat de publicația însăși, jurnaliștii chinezi au relatat despre acuzații de abuz asupra drepturilor omului, încălcări ale libertăților civile și corupția din cadrul partidului, printre altele. .
Publicația contracarează, de asemenea, ceea ce se consideră a fi propagandă PCC, prin propriile sale articole de opinie. Publicația este vocală în susținerea disidenților, pro-independenței din Taiwan, și a altor oponenți tradiționali ai PCC.
De obicei formatul ziarului  Epoch Times este de 16 pagini și acoperă, de asemenea, știri de interes general, și, în unele locuri poate semăna cu un ziar de comunitate. Unele versiuni locale își asumă forma unui ziar săptămânal gratuit pe baza conținutului de pe website-ul ziarului The Epoch Times, și sunt distribuite în întreaga lume. Zhao a spus: "În timp ce ziarul de interes general tipic își tratează versiunile web ca o extensie a versiunii tipărite deja-existente, website-ul ziarului The Epoch Times servește ca referință pentru toate publicațiile sale din întreaga lume".
Publicația acoperă subiecte de interes general, cu un accent pe stirile din China și drepturile omului.
Ziarul este un critic puternic al Partidului Comunist Chinez (PCC) și politicile guvernului chinez. În 2004, ziarul a publicat "Nouă Comentarii despre Partidul Comunist", o critică în profunzime a regimului de guvernământ din China. Ziarul acoperă cauzele și grupurile care se opun PCC, inclusiv Falun Gong, dizidenți, activiști și susținători ai guvernului tibetan în exil. Website-ul Epoch Times găzduiește, de asemenea, o "mișcare Tuidang - renunțare la PCC", încurajând chinezii să renunțe la PCC și la organizațiile afiliate. China blochează accesarea website-ului Epoch Times de către cetățenii chinezi 
Reporterii publicației au birouri la nivel local, în fiecare țară în care este tipărită o ediție. În New York, ei sunt o prezență comună la evenimente publice, și în lume ei acoperă subiectele care se referă la propriile lor arii, contribuind la un bază de date de articole pentru ca diferitele ediții să le poată folosi. David Ownby, directorul Centrului pentru Studii Asiatice de Est, la Université de Montréal și autor al Falun Gong și viitorul China, a notat că articolele ziarului sunt: "bine scrise și interesante, dar din când în când au idiosincrasii în acoperirea lor". 
„The Epoch Times este un ziar cu o misiune”, spune Ownby, care include „raportarea cu privire la aspectele legate de drepturile omului în întreaga lume, care permite focalizarea considerabilă pe China și Falun Gong.”

## Nouă comentarii despre Partidul Comunist
Din noiembrie 2004, versiunea chineză a The Epoch Times a publicat și promovat o serie de editoriale și o carte intitulată "Nouă Comentarii despre Partidul Comunist" în chineză tradițională: 九評共產黨; chineză simplificată: 九评共产党. Editorialele au intenția de a oferi o prezentare alternativă a istoriei PCC-ului, de la ascensiunea sa la putere sub conducerea lui Mao Zedong până acum, precum și o condamnare a comunismului în toate formele sale. În carte PCC-ul a fost criticat ca o instituție nelegitimă care face apel la tactici ascunse, pentru a obține puterea. Comentariile susțin că PCC "a distrus cultura tradițională chineză", și merge până la a numi PCC-ul un "cult malefic". Potrivit lui Ownby, Comentariile sunt o condamnare a comunismului și o acuză directă cu privire la legitimitatea Partidului Comunist Chinez de a guverna China."
Cele Nouă Comentarii au câștigat categoria de premii naționale AAJA Asian American Journalists Association, “Asian American Issues – Online”, la Convenția (AAJA) ce a avut loc în august 2005. Comentariile au fost, mai târziu, traduse în peste 30 de alte limbi. 

Numărul de persoane care au renunțat la Partidul Comunist din China sau organizațiile sale afiliate, potrivit statisticii menținute de ediția chineză a The Epoch Times, a fost de peste 103 milioane, la 10 octombrie 2011.

## Recoltarea de Organe
The Epoch Times a fost primul ziar care să relateze acuzațiile de recoltare pe scară largă a organelor practicanții Falun Gong deținuți în rețeaua de închisori și lagăre de muncă din China.
Pe parcursul lunii martie 2006, ziarul a publicat o serie de articole care conțin acuzații făcute de către un număr de persoane anonime care pretind a fi martori oculari la recoltarea de organe în Spitalul Sujiatun și în altele. Afirmațiile au fost criticate de disidentul Harry Wu, care a declarat că nu aveau suficient suport documentar sau informații detaliate.
Un raport al publicației New America a afirmat despre protejarea numelor în transcrierile convorbirilor telefonice dintre sursele din spitale din China și un cercetător, care au fost folosite pentru a susține acuzațiile de recoltare de organe, ca nu aderă la standardele jurnalistice de profesionalism și obiectivitate. Cindy Gu, directorul de comunicare pentru The Epoch Times, a declarat că ziarul a trebuit să protejeze identitatea surselor lui.

## Premii și realizări
La nivel mondial, compania de media The Epoch Times a fost beneficiara a numeroase premii:
• 2005 National Ethnic Press & Media Council Award – Publicației The Epoch Times i-a fost acordat acest premiu anual pentru a fi "un apărător puternic al drepturilor omului și valorilor democratice". Publicația a fost, de asemenea, recunoscută ca a fi prima care a relatat cu privire la acoperirea virusului SARS de către autoritățile chineze în China.
• 2005 Asian American Journalists Association National Award – The Epoch Times a fost premiat pentru "excelență în acoperirea problemelor asiatico-americane", pentru seria sa editorială, Nouă Comentarii despre Partidul Comunist. Potrivit ziarului în sine, cele "Nouă Comentarii" au determinat milioane de oameni din China să renunțe la Partidul Comunist pentru că le-a furnizat "pentru prima oară în profunzime adevarata natură și istorie a Partidului Comunist Chinez (PCC).”
• 2005 International Society for Human Rights Award - In May 2005, Die Neue Epoche, ediția în limba germană a The Epoch Times, a primit premiul special mass-media de la Societatea Internațională pentru Drepturile Omului (IGFM) pentru "raportarea extinsă și periodică cu privire la încălcări ale drepturilor omului în China".
• 2012 Queen Elizabeth II Diamond Jubilee Medal – Publicației The Epoch Times i-a fost acordată această medalie comemorativă, care onoreaza “contribuții și realizări semnificative ale canadienilor”.” Editorul șef al ediției canadiene, Cindy Gu, a fost nominalizată pentru medalie de Centrul Canadian pentru Conștientizarea Abuzurilor (CCAA), pentru creșterea gradului de conștientizare și abuzurile drepturilor omului în China și recoltarea de organe de la practicanții Falun Gong.

• 2012 National Ethnic Press and Media Council Award – Ediției chineze a The Epoch Times i-a fost acordat acest premiu anual pentru "Excelență în editorial/expresia liberă, cel mai bun conceput și prezentare vizuală” 
• 2012 New York Press Association Award – The Epoch Times a câștigat primul loc la categoria “Best Special Section—Advertising, Division 2”, pentru o secțiune specială produsă pentru săptămâna asiatică în New York, în martie 2012.
"O mare secțiune specială are cinci componente puternice: o acoperire mare, design atrăgător, artă, conținut puternic, și publicitate gratuită bine concepute. Această secțiune are toate cele cinci", a spus judecătorilor NYPA. "Per total, aceasta este una dintre cele mai frumoase secțiuni pe care le-am văzut vreodată produse de un ziar.
• 2013 Society of Professional Journalists’ Sigma Delta Chi award – Reporterul de la Epoch Times - China, Matthew Robertson a câștigat acest premiu în categoria de raportare fără termen limită pentru o serie de articole pe care le-a scris despre recoltarea de organe în China.
• 2013 Newswomen’s Club Award – Reporterul de la The Epoch Times - New York, Genevieve Belmaker a câștigat Premiul "Front Page" al Clubului Newswomen din New York, pentru raportarea cu privire la impactul uraganului Sandy, în categoria de ziare cu un tiraj de mai puțin de 100.000 pe zi.
• 2013 Top Minority Business Enterprise Awards – CEO-ul ediției chineze a The Epoch Times în regiunea Washington, Jenny Jing, a câștigat premiul TOP MBE Awards' "Business Legends", pe 30 octombrie 2013 

## Evaluări
The Epoch Times a avut reacții mixte de la apariția sa. Ca urmare a criticilor sale deschise ale regimului comunist chinez, disidenți chinezi și grupurile pentru drepturile omului l-au lăudat pentru independența și angajamentul față de libertatea presei. The Epoch Times este un ziar popular în comunitatea globală chineză și a celor care doresc o raportare mai aprofundată și mai pătrunzătoare despre problemele chineze decât ceea ce este disponibil în mass-media", în conformitate cu Accuracy in Media, o organizație mass-media non-profit, responsabilă pentru protejarea publicului . Expatriații din China și dizidenții, în special, au lăudat ediția chineză pentru poziția sa puternică cu privire la regimul chinez, caracterizându-l ca "un ziar care vorbește pentru persoanele care suferă în China.”
The Epoch Times a fost de asemenea criticat pentru prejudecata percepută împotriva PCC, și sprijinirea practicanților Falun Gong și a altor disidenți, cum ar fi tibetanii, avocați ai independenței Taiwanului, activiștilor pentru democrație, uigurilor și altele. Ca urmare, publicația este adesea evaluată în lumina legăturilor cu Falun Gong, mai degrabă decât o analiză aprofundată a conținutului editorial.
James Bettinger, un profesor de Comunicare de la Universitatea Stanford și directorul al John S. Knight Journalism Fellowships, a declarat: "Chiar dacă Epoch Times nu este asociat cu Falun Gong, în cazul în care scriu în mod constant despre Falun Gong din aceeași perspectivă, sau în cazul în care nu există articole examinând Falun Gong, oamenii l-ar percepe ca fiind necredibil." "Orville Schell, decanul UC Berkeley Graduate School of Jurnalism, a declarat, în 2005, că: "Este greu să garantezi pentru calitatea lui, pentru că este dificil să coroborezi, dar nu este ceva care să fie respins ca fiind propagandă pură".
Jiao Guobiao, un fost profesor de jurnalism la Universitatea din Beijing, care a fost demis după ce a criticat Departamentul Central de Propagandă, a propus că, chiar dacă The Epoch Times a publicat doar informații negative extrem de critice despre PCC, greutatea atacurilor lor nu ar putea să înceapă să contrabalanseze propaganda pozitivă pe care partidul o publică despre sine. Abordând echilibrul mass-media, Jiao a remarcat că publicul chinez nu avea informații negative, critice cu privire la țara lor. Ca atare, el a remarcat nevoia de echilibru a mass-media bazată pe principiile libertății, egalității, și legalității, și că echilibrul mass-media "este rezultatul dezechilibrelor colective ale tuturor"
Poziția publicației a fost, de asemenea, lăudată de unii comentatori politici și experți mass-media. Autorul și reporterul de investigație Ethan Gutman a caracterizat The Epoch Times ca pe un lider în analiză politică a regimului chinez, spunând "Prin secțiunea "Regimul chinez în criză", The Epoch Times în sfârșit și indiscutabil a sosit. Orice expert pe problemele din China, care vrea să evite umilirea pretinzând că publicația nu există, poate continua să facă acest lucru, pentru o vreme, oricum, ei ar face mai bine să o citească în secret."”
The Epoch Times a fost, de asemenea, felicitat de mai mulți politicieni, în special în Canada, pentru impactul pe care conținutul publicației l-a avut în comunitățile chineze în care circulă.
Stephen Harper, prim-ministru al Canadei, a declarat: „De la lansarea sa în Canada, în 2000, The Epoch Times a devenit o sursă populară de informații cu privire la problemele și evenimentele de interes pentru comunitatea sino-canadiană... Având ediții locale publicate în: Toronto, Vancouver, Montreal, Ottawa și Calgary / Edmonton, The Epoch Times este, astăzi, cel mai mare cotidian de acest gen din țară…”
„Curajos, încurajator, bine gândit, The Epoch Times a devenit una din publicațiile de frunte ale Canadei. Timp de zece ani, ziarul ce a primit numeroase premii a construit punți de legătură între comunități și acoperă subiecte care modelează lumea noastră… ", a spus Peter Kent, Ministrul Federal canadian al Mediului, fost jurnalist, producător, prezentator pentru CBC, CTV, Global TV și NBC.